# 胡適
胡 適（漢音：こ せき、慣用音：こ てき、1891年 - 1962年）は、中華民国の哲学者・思想家・外交官。もとの名は嗣穈、後に適と改名した。字は適之。
アメリカの哲学者ジョン・デューイのもとでプラグマティズムを学び、新文化運動の中心を担った。中国哲学・中国文学を広く論じた。北京大学教授のち学長。中国国民党を支持したため戦後は米国に亡命したのち、1957年に台湾に移住した。

## 青年期

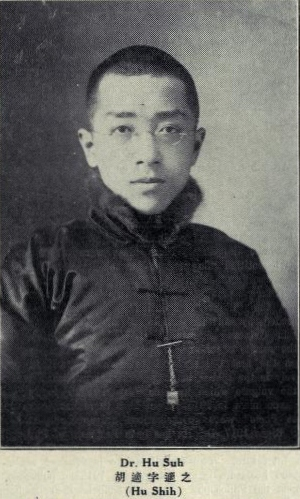
胡適別影
Who's Who in China 3rd ed. (1925)

1891年、江蘇省松江府川沙庁で生まれ、本籍地の安徽省徽州府績渓県で育った。14歳のとき、社会進化論の書物『天演論』（T.H.ハクスリー著・厳復訳）を読んで感銘を受け、同書の中の用語「適者生存」にちなんで「適」と名乗るようになった。
1910年（宣統2年）、19歳のとき、アメリカに留学し、コーネル大学で農学を学び、次いでコロンビア大学のジョン・デューイのもとでプラグマティズムの哲学を学んだ。
1917年、コロンビア大学にて、論文「古代中国における論理学的方法の発展」（The Development of the Logical Method in Ancient China, 後に書籍化。中国論理学を扱う）で哲学博士号を取得した。

## 民国初期
アメリカに滞在中の1917年（民国6年）、陳独秀の依頼で雑誌『新青年』に「文学改良芻議」を寄稿し、難解な文語文を廃して口語文にもとづく白話文学を提唱し、文学革命を理論面で後押しした。ただし、彼自身にもいくつかの作品があるが、文学的才能には恵まれなかったようで、実践面は魯迅などによって推進された。
同年、北京大学学長だった蔡元培に招かれて帰国、20歳代半ばにして北京大学教授となり、プラグマティズムにもとづく近代的学問研究と社会改革を進めた。この時、受講生だった顧頡剛に影響を与え、のちに疑古派が生まれるきっかけを作った。
1919年（民国8年）、『新青年』が無政府主義・共産主義へと傾いて政治を語るようになると、胡適は李大釗と「問題と主義」論争を起こし、これらの主義を空論として批判した。やがて『新青年』を離れて国故整理に向かい、中国の歴史・伝統思想・文学などを研究した。
1922年（民国11年）、『努力週報』を創刊し、共産主義・無政府主義に対して改良主義・好政府主義を主張した。
1925年（民国14年）前後、禅に関する論考を著し始める。1930年（民国19年）、大英博物館の敦煌文書調査で発見した荷沢神会の遺文をもとに、『神会和尚遺集』を発表した。

## 抗日戦争期
満洲事変が起こると、1932年（民国21年）、『独立評論』を創刊し、日本の満洲支配を非難している。胡適は「華北保存的重要」という文章を発表して、現今の中国は日本と戦える状態ではないと指摘し、「戦えば必ず大敗するが、和すればすなわち大乱に至るとは限らない」が故に“停戦謀和”すべしと唱えた。胡適はさらに、「日本が華北から撤退し停戦に応じるのであれば、中国としては満洲国を承認してもよい」とさえ主張している。1935年（民国24年）には「日本切腹中国介錯論」として知られる評論を発表。この中では米ソ両国と衝突する日本はいずれ自壊の道を歩み、中国は数年の辛苦を我慢してそのときを待てば、「切腹」する日本の「介錯人」となるだろうと記した。1936年ごろ面会した清水安三は胡適が「今は満州事変時より中国に有利であり、日本は国際的に孤立している。日支は戦ってはならぬと以前は主張したが、今日では日本とどうしても戦わねばならぬ」と発言したことを記している。その後、蔣介石政権に接近し、1938年（民国27年）駐米大使となってアメリカに渡り、1942年（民国31年）に帰国した。
1939年と1957年にノーベル文学賞候補にノミネートされたが、受賞を逃した。

## 晩年

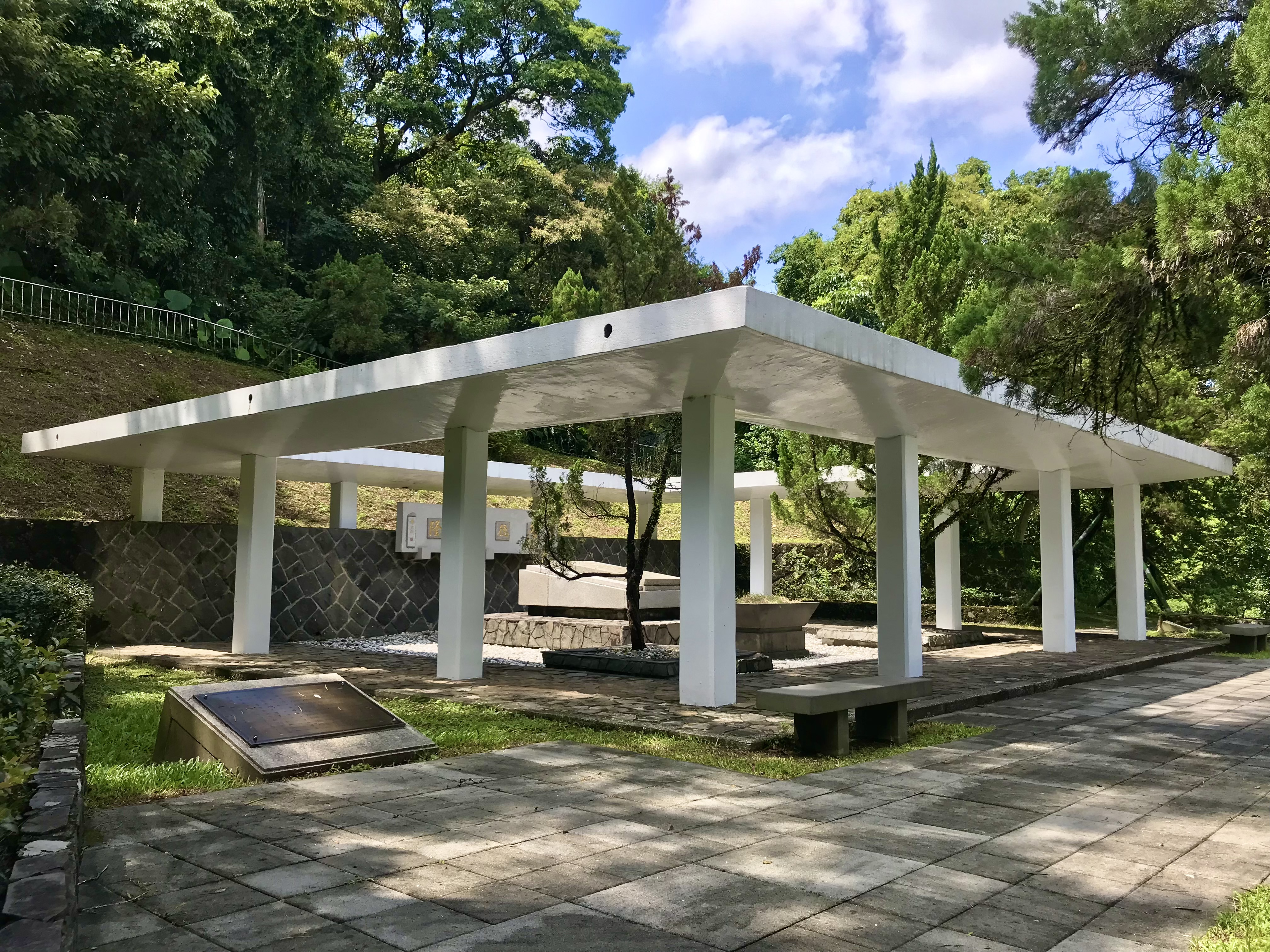
胡適墓地

1946年、北京大学学長に就任。1949年（民国38年）、中国共産党が国共内戦に勝利すると、アメリカに亡命した。1950年代には共産党政権下で「胡適思想批判」が展開された。
1957年（民国46年）から台湾に移り、外交部顧問、中央研究院長（1957-1962年）に就任した。『水経注』や禅宗史の研究に取り組んだ。1949年にはハワイ大学で開催された第2回東西哲学者会議で鈴木大拙と禅研究法に関して討論を行った。1962年、逝去。

## 著作

### 原著
- The Development of the Logical Method in Ancient China（副題《先秦名学史》。1917年、コロンビア大学博士論文。1922年、上海の亜東図書館から英語で出版。没後の1983年、上海の学林出版社から《先秦名学史》として中国語で出版[7]）
- 《中国哲学史大綱》（1919年、上海、商務印書館） - 上巻（秦代まで）のみの未完作品。
- 《嘗試集》（1920年、北京大学出版部、新詩詩集）
- 《胡適文存 一集》（1921年、北京、北京大学出版部）
- 《章實齊先生年譜》（1922年、上海、商務印書館）
- 《胡適文存 二集》（1924年、上海、亞東圖書館）
- 《差不多先生傳》（1924年）
- 《白話文学史》（1928年）
- 《戴東原的哲學》（1927年、上海、亞東圖書館）
- 《白話文學史 上巻》（1928年、上海、新月書店）
- 《廬山遊記》（1928年、新月書店）
- 《人權論集》（1930年、梁実秋・羅隆基（中国語版）と合著、新月書店）
- 《胡適文存 三集》（1930年、亞東圖書館）
- 《胡適文選》（1930年、上海、亞東圖書館）
- 《中國中古思想史長編》（1930年）
- 《中國中古思想史提要》（1932年、北平、北京大学出版部）
- 《四十自述》（1933年）
- 《胡適論學近著 第一集》（1935年、商務印書館）
- 《南遊雜憶》（1935年）
- 《藏暉室札記》（1939年、亞東圖書館）
- 《胡適的時論》（1948年、六藝書局）
- 《水經注版本四十種展覽目録》（1948年、北平、北大出版部）
- 《齊白石年譜》（1949年、上海、商務印書館）
- 《胡適文存 四集》（1953年、台北、遠東出版）
- 《丁文江的傳記》（1960年、南港中央研究院）

### 著作集など
- 欧陽哲生 編《胡適文集》全12巻、北京大学出版社、1998
- 耿雲志 主編《胡適遺稿及秘蔵書信》全42巻、黄山書社、1994

### 日本語訳
- 先秦名学史
  - 井出季和太 訳、高瀬武次郎 序『胡適の支那哲学論』大阪屋号書店、1927年 / 復刊: 大空社〈アジア学叢書〉、1998年
- 中国哲学史大綱
  - 楊祥蔭・内田繁隆 共訳『古代支那思想の新研究』巌松堂、1939年 / 復刊: 大空社〈アジア学叢書〉、1998年
- 李大釗との「問題と主義」論争（中国語版）
  - 伊藤昭雄 訳「より多く問題を研究し、より少なく『主義』を語れ！（抄）」、西順蔵・島田虔次 共編『清末民国初政治評論集 中国古典文学大系58』平凡社、1971年
- 四十自述
  - 吉川幸次郎 訳『胡適自伝』創元社、1940年（『吉川幸次郎全集16』に再録、筑摩書房、1970年）
- 胡適文選
  - 佐藤公彦 訳『胡適文選』全2巻、平凡社東洋文庫、2021年9月・12月
- 佐藤公彦 編『胡適 政治・学問論集』汲古書院、2022年

## 関連文献
- 小野川秀美「清末の思想と進化論」- 『清末政治思想研究 増補版』みすず書房、1969。新版・平凡社東洋文庫 全2巻
- 清水賢一郎「胡適」- 『近代中国の思索者たち』佐藤慎一編、大修館書店、1998
- 林毓生『中国の思想的危機-陳獨秀・胡適・魯迅』丸山松幸・陳正醍 訳、研文出版、1989
- ジェローム・B・グリーダー『胡適 1891-1962 中国革命の中のリベラリズム』佐藤公彦 訳、藤原書店、2017
- 佐藤公彦『駐米大使 胡適の「真珠湾への道」: その抗日戦争と対米外交』御茶の水書房、2022